# Alfred Marshall
Alfred Marshall (London, 26. srpnja 1842. — 13. srpnja 1924.) bio je jedan od najutjecajnijih ekonomista svoga vremena. Njegova knjiga "Načela ekonomike" (1890.) sjedinila je teorije ponude i potražnje, marginalne korisnosti i cijene proizvodnje u koherentnu cjelinu. Ova knjiga je bila glavni ekonomski udžbenik u Engleskoj dugo vremena.
Maršal je radio kao profesor na Sveučilištu Cambridge. Između ostalih, učenici su mu bili John Maynard Keynes i Arthur Cecil Pigou.

## Djela
- "Načela ekonomike" (1890.) - hrvatski prijevod 1987.